# Aria (рослина)
Aria — рід квіткових рослин з родини трояндових (Rosaceae). Містить 57 видів, які зростають у Європі, Північній Африці, Західній і Центральній Азії та в Китаї. 